# Arbouretum
Gli Arbouretum sono un gruppo musicale statunitense nato nel 2002 per opera di Dave Heumann, chitarrista di Baltimora con precedenti esperienze musicali con Will Oldham e Cass McCombs.

## Storia
Il gruppo esordì nel 2004 con Long Live the Well-Doer, frutto della collaborazione di Heumann con il produttore Rob Girardi ed il batterista David Bergander. Il disco contiene una miscela di alternative country e post-rock.
Tre anni più tardi uscì Rites of Uncovering per la Thrill Jockey, dove sono più marcate le influenze del cantautorato rock di artisti come Neil Young e Will Oldham. Tale album è stato registrato da una formazione a quattro elementi: Heumann, Walker David Teret alla chitarra, Mitchell Feldstein alla batteria e Corey Allender al basso.
Ne 2008 Daniel Franz subentrò a Feldstein e Steve Strohmeier a Teret. Con questa formazione la band ha registrato il terzo album Song of the Pearl. Nel 2010 Strohmeier venne sostituito dal tastierista Matthew Pierce, con cui incisero il quarto album The Gathering, ispirato dal Libro Rosso di Carl Gustav Jung.
Dopo un album, Aureola, diviso con gli Hush Arbors il gruppo ha pubblicato a fine 2012 il quinto album ufficiale Coming out of the Fog.
L'attività del gruppo subisce una pausa nella quale il leader Dave Heumann pubblica nel 2015 un album da solista Here in the Deep in cui si avvale della collaborazione di molti musicisti e dalla produzione di John Parish.
Cinque anni dopo esce Song of the Rose, seguito nel 2020 da Let It All In con una formazione a quattro.

## Stile
La loro musica rivela influenze folk, rock, psichedelia e blues, sono stati spesso etichettati come gruppo doom folk. Il leader e cantante Heumann ha un timbro di voce che ricorda quella di Richard Thompson.

## Formazione
- Dave Heumann (chitarra, voce)
- Corey Allender
- Matthew Pierce (tastiere)
- Brian Carey

## Discografia

### Album
- 2004 - Long Live the Well-Doer (Box Tree)
- 2007 - Rites of Uncovering (Thrill Jockey)
- 2009 - Song of the Pearl (Thrill Jockey)
- 2011 - The Gathering (Thrill Jockey)
- 2012 - Coming out of the Fog (Thrill Jockey)
- 2017 - Song of the Rose (Thrill Jockey)
- 2020 - Let It All In (Thrill Jockey)

### Split ed EP
- 2008 - Kale EP con i Pontiak (Thrill Jockey)
- 2012 - Aureola split con gli Hush Arbors (Thrill Jockey)

## Discografia di Dave Heumann
- 2015 - Here in the Deep  (Thrill Jockey)